# 日軽新潟
日軽新潟株式会社（にっけいにいがた、英文社名：Nikkei Niigata Co., Ltd. ）は、日本軽金属グループに所属するアルミニウム製品の製造メーカーである。

## 主力製品・事業
- アルミニウム押出材の製造・販売

## 事業所
- 新潟県新潟市北区太郎代1572-19

## 沿革
- 1941年 - 日本軽金属株式会社新潟工場として、アルミニウム精錬操業開始
- 1980年12月 - アルミニウム精錬操業終了。
- 1982年4月 - 現在地に移転。押出事業・容器事業に事業転換。
- 1999年4月 - ISO-9001認証取得（容器部門）
- 2002年4月 - 日軽新潟株式会社設立。
- 2002年10月 - 日本軽金属株式会社新潟工場を継承し、日軽新潟株式会社の事業開始
- 2003年6月 - ISO-9001認証取得（押出部門）
- 2004年1月 - ISO-14001認証取得
- 2011年3月 -　日軽金アクト株式会社、日軽形材株式会社、理研軽金属工業株式会社、日軽建材工業株式会社、株式会社エヌティーシー、日軽蒲原株式会社と共同株式移転により、中間持株会社日軽金加工開発ホールディングス株式会社（日本軽金属の完全子会社）を設立。同社の完全子会社となる[1]。
- 2012年10月 - 親会社の日軽金加工開発ホールディングス株式会社が日本軽金属ホールディングス株式会社の完全子会社となる。

## 主要関係会社
- 日本軽金属ホールディングス株式会社
- 日軽金加工開発ホールディングス株式会社
- 日軽金アクト株式会社
- 日軽形材株式会社
- 日軽蒲原株式会社
- 株式会社エヌティーシー
- 理研軽金属工業株式会社

他